# David Buchholz
David Buchholz (* 5. August 1984 in Guben) ist ein ehemaliger deutscher Fußballtorhüter.

## Karriere
Er entstammt der Jugendabteilung von Rot-Weiss Essen. Von dort wechselte zur Saison 2005/06 zum SV Vorwärts Kornharpen. Zu Beginn der Saison 2007/08 wechselte er zur 2. Mannschaft des VfL Bochum. Nach der Saison zog es ihn weiter zum Regionalligisten Preußen Münster. In der Winterpause der Saison 2011/12 wechselte er innerhalb der Liga zu den Sportfreunden Lotte. Zur Saison 2014/15 wechselte er zum Regionalligisten FC 08 Homburg. 
Nach zwei Spielzeiten in Homburg kehrte der Torhüter nach Lotte zurück. Zu seinem Profidebüt in der 3. Liga kam er am 8. April 2017 bei der 0:3-Auswärtsniederlage gegen den SC Fortuna Köln, bei dem er die gesamte Spielzeit das Tor hütete; es blieb sein einziges Saisonspiel. In der folgenden Saison 2017/18 kam Buchholz auf weitere 15 Drittligaeinsätze für Lotte. Im Sommer 2018 wechselte er zum Regionalliga-Aufsteiger SV Straelen. 
Zur Saison 2019/20 unterschrieb Buchholz einen Einjahresvertrag beim Zweitligaaufsteiger VfL Osnabrück, welcher nach der Saison um ein weiteres Jahr verlängert wurde. Im Sommer 2021 erfolgte keine erneute Verlängerung, womit er den Verein nach zwei Jahren ohne Punktspieleinsatz verließ.
Im Herbst 2021 schloss er sich nochmals den Sportfreunden aus Lotte an, da sich beide Stammkeeper verletzt hatten. Zur Winterpause löste er seinen Vertrag wieder auf und beendete anschließend seine Karriere.